# Esbo stadsmuseum
KAMU Esbo stadsmuseum (finska: KAMU Espoon kaupunginmuseo) är ett år 1958 grundat kulturhistoriskt museum. Idag består stadsmuseet av KAMU i utställningscentret WeeGee i Hagalund, Glims gårdsmuseum i Bemböle, Villamuseet Villa Rulludd i Kaitans, Lagstads skolmuseum i Esbo centrum och Pentala skärgårdsmuseum på Pentala på Sommaröarna. Stadsmuseet värnar om, undersöker och bevarar Esbos och Esbobornas historia och kulturarv tillsammans med stadens invånare. De tusentals berättelser som finns lagrade i museets samlingar berättar om livet i Esbo under olika tider.

## Museer
- KAMU, ett kulturhistoriskt museum i Utställningscentret WeeGee
- Glims gårdsmuseum, en gammal bondgård i Karvasbacka by i Bemböle.
- Villamuseet Villa Rulludd, en villa från 1873 vid kusten i Sälviken
- Lagstads skolmuseum, i Lagstads hembygdsgård
- Pentala skärgårdsmuseum, ett gammalt skärgårdshemman på ön Pentala

## Bildgalleri

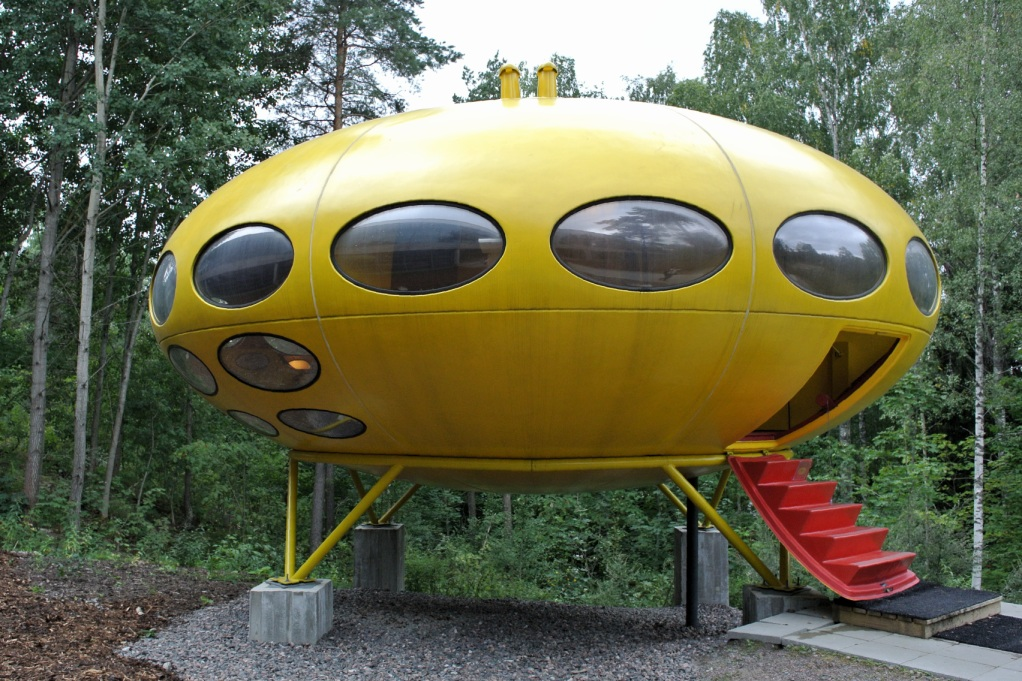
Futuro-huset
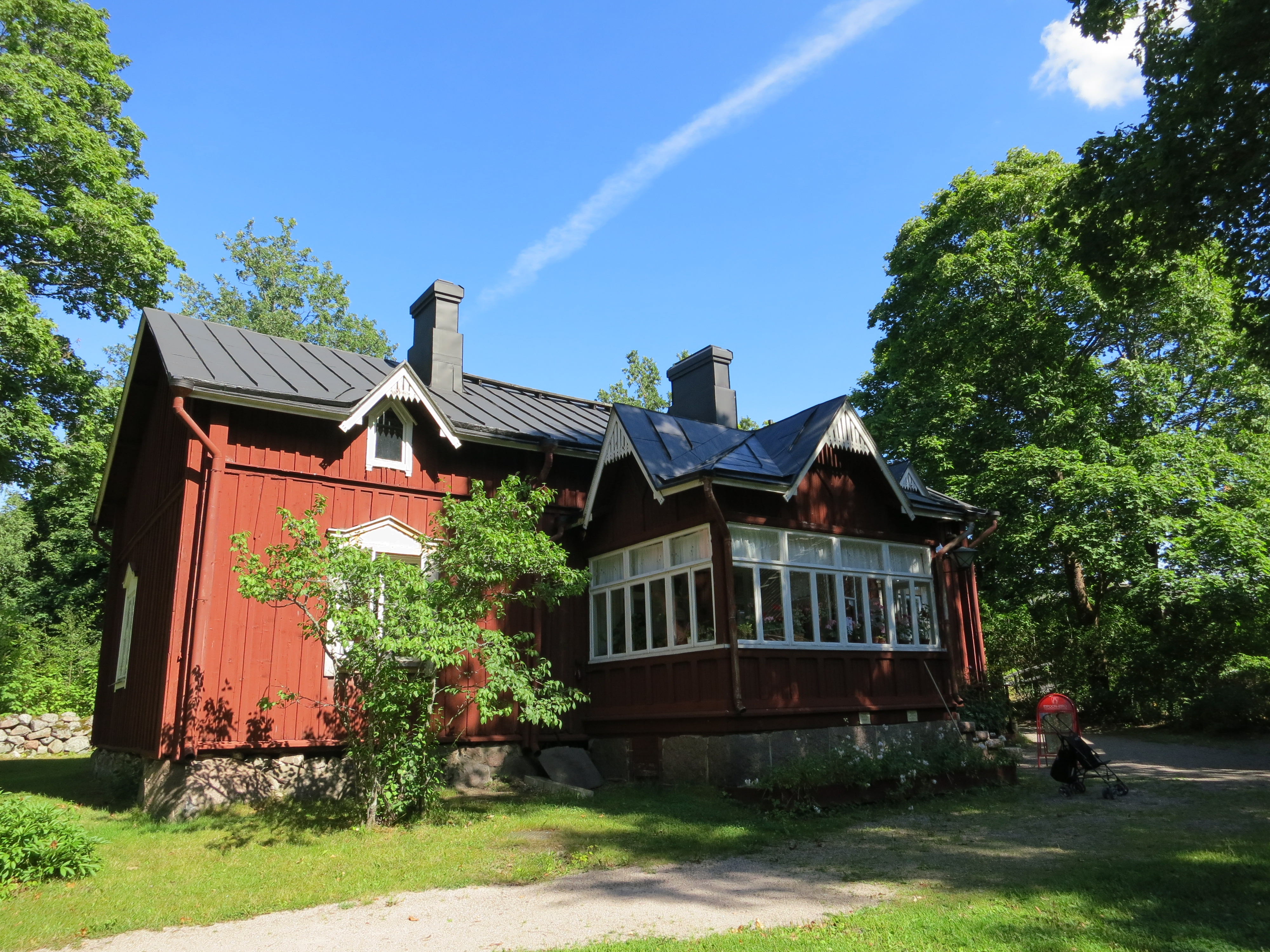
Huvudbyggnaden på Glims
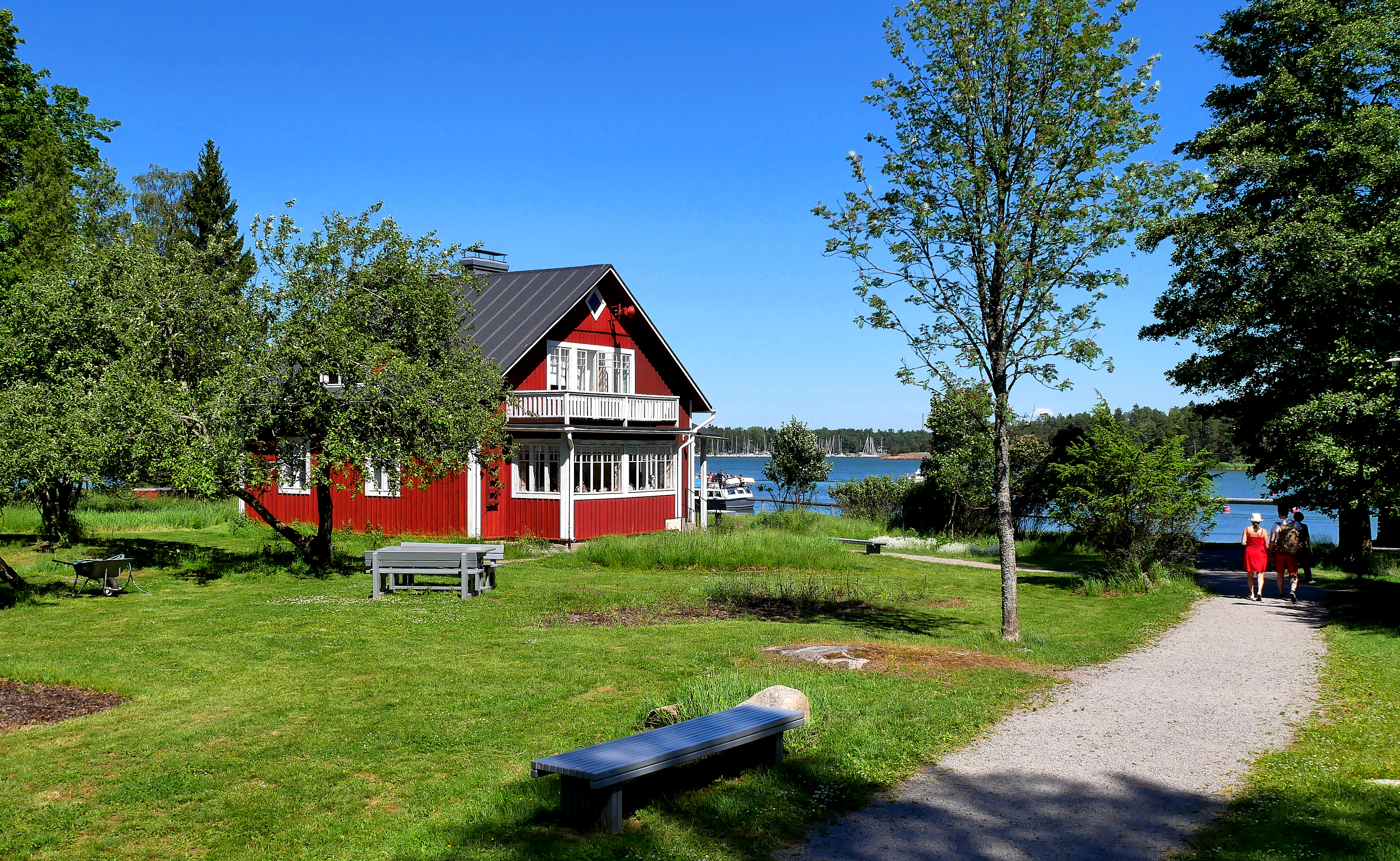
Pentala skärgårdsmuseum
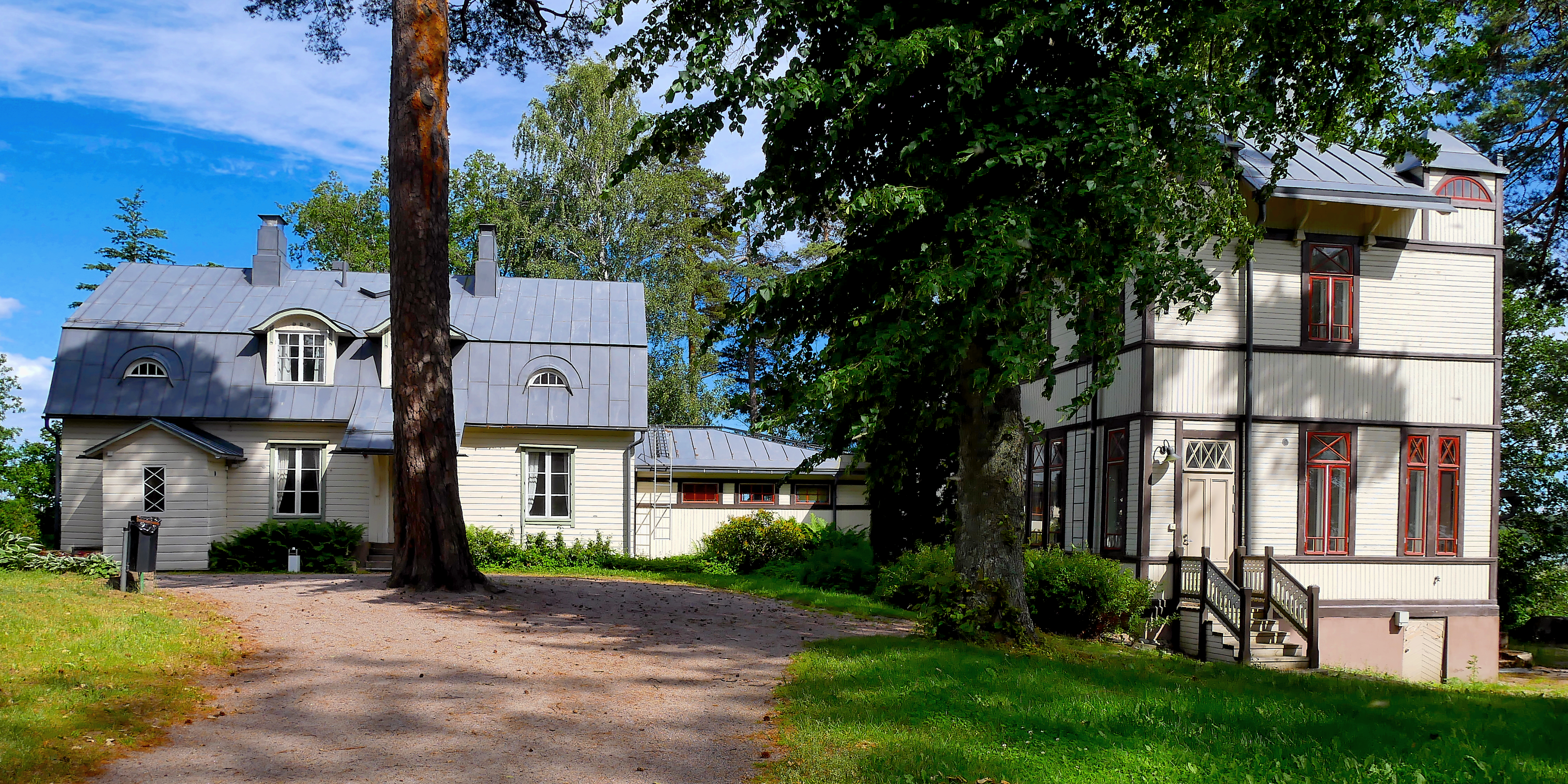
Villa Rulludd